# Marco Gradenigo (politico)

Stemma Gradenigo

Marco Gradenigo (anni 1290 – Candia, 15 maggio 1364) è stato un politico italiano.

## Biografia

### Origini
La data di nascita resta impossibile da determinare, ma si può collocarla verso la fine del Duecento dato che, sin dal 1341, i documenti lo appellano "maior", "senior" o "senex" per distinguerlo dai vari omonimi più giovani. Anche il luogo di nascita è incerto e potrebbe essere stato tanto Candia quanto Venezia. Certamente passò in laguna parte della giovinezza: nel 1304, il padre chiese al Maggior Consiglio di lasciare l'isola di Creta per tornare nella capitale in modo da seguire più da vicino la formazione dei figli.
Era figlio di un certo Leonardo (e non, come dissero Marco Barbaro e i suoi continuatori, del doge Bartolomeo Gradenigo), un patrizio veneziano discendente da un ramo dell'importante famiglia Gradenigo che si era stabilito da generazioni a Creta come feudatario della Serenissima. Alla metà del Trecento questa casata era divenuta una delle più influenti dell'isola e, assieme ai Corner de domo maiori (dai quali forse nacque la madre), ne monopolizzava la vita politica divenendo un riferimento per tutti i coloni veneziani. Marco ne sarebbe diventato il capo indiscusso.
Sembra quasi certa l'esistenza di un fratello, Andrea, sposato con Maria Kalergis, esponente di una delle più illustri famiglie dell'originaria nobiltà cretese. Ebbe probabilmente altri fratelli e sorelle, ma di essi non si sa nulla di certo. Non è chiaro nemmeno se si sposò e con chi, mentre si ha notizia di una figlia, Mariçol, andata in moglie a un membro dei Fradello, altra casata veneziana residente a Creta.
Le scarse e frammentarie notizie attorno alle sue origini fanno pensare a una sorta di damnatio memoriae perpetuata dalle fonti.

### Ascesa politica
Come è stato già accennato, trascorse almeno una parte della giovinezza a Venezia, ma sarebbe tornato a Creta pochi anni dopo per poter attendere ai doveri di feudatario e badare ai propri interessi.
Almeno dal 1341 partecipò alla vita pubblica di Candia: in quell'anno venne eletto nel Consilium rogatorum della città, del quale fece parte anche in seguito. Non si può però escludere una sua presenza politica nel periodo precedente.
Fu quindi membro permanente del Maggior Consiglio e del Consiglio dei feudati (di quest'ultimo fu più volte Camerarius) e più volte venne chiamato a comporre commissioni istituite in particolari occasioni. Nel frattempo ricopriva anche cariche da ambasciatore dei feudati e si recò più volte a Venezia.
In questo periodo il Gradenigo fu, con Alessio Corner, uno dei più influenti esponenti di una sorta di "consiglio ristretto" (formato anche da Pietro Querini, Marco Dandolo e Marco Fradello) parallelo alle forme di governo ufficiali e portatore degli interessi del ceto dirigente cretese. Divenne quindi l'uomo più vicino al duca - il governatore mandato da Venezia e in carica tre anni - ma anche il suo più temibile antagonista.

### La rivolta del 1363
Nel 1363, allo scoppio della celebre rivolta di Creta, il Gradenigo si venne a trovare alla testa dei ribelli.
Da tempo il governo centrale imponeva sui coloni una tassazione sempre più gravosa e il malcontento era crescente. In questa situazione, i feudatari avevano trovato numerosi sostenitori nell'aristocrazia greca, ormai privata di quasi tutti i diritti e le ricchezze e già protagonista, in passato, di altre sommosse.
Causa della ribellione fu una nuova imposta, decisa l'8 giugno dal Senato, per la ristrutturazione del porto di Candia. Riunitisi con il duca il successivo 8 agosto, i feudatari si dissero contrari a sostenere la spesa, osservando come l'iniziativa avrebbe giovato prima di tutto i mercanti e solo marginalmente i coloni cui spettava lo sforzo maggiore. L'atteggiamento intransigente del governatore fece il resto.
Fomentati dalla nobiltà e dal clero greci, guidati dai giovani Tito Venier e Tito Gradenigo, i feudatari occuparono rapidamente Candia e quindi gli altri centri dell'isola, issando ovunque lo stendardo del patrono cretese san Tito.
Il duca venne arrestato e Gradenigo venne nominato nuovo governatore cui furono affiancati quattro consiglieri: oltre al Fradello, Francesco Muazzo, Andrea Pantaleo e Bartolomeo Grimaldo. Anche nelle altre città dell'isola i rettori veneziani furono sostituiti da feudatari rivoltosi.
Non è chiaro perché il governo venne affidato proprio al Gradenigo. Senza contare l'età avanzata, negli anni di quel "direttorio" informale (di cui era, con il Fradello, l'unico membro ancora in vita) aveva sempre agito con moderazione e apparteneva a quella generazione che ancora si dimostrava fedele alla Repubblica.
Non si può escludere che il Gradenigo avesse deciso di abbandonare la madrepatria in segno di lealtà nei confronti della famiglia, come fece quel Leonardo Gradenigo detto "Baiardo" il quale, sopracomito di una delle galee di stanza nel Adriatico, dopo un'iniziale esitazione aveva deciso di sbarcare sull'isola e di unirsi ai parenti ribelli. Si può in alternativa ipotizzare che avesse deciso di assumere il comando della sommossa per riportarla alla moderazione; e che, rotti definitivamente i rapporti con Venezia, avesse finito egli stesso per percorrere la strada dell'estremismo. Oppure, che il Gradenigo fosse stato posto al vertice della rivolta solo a titolo onorifico, quando i veri registi dell'insurrezione erano altri.
La politica perseguita (volontariamente o su imposizione) dal Gradenigo fu sin dall'inizio la ricerca di un sempre maggiore consenso tra la nobiltà e il clero greci, coinvolgendo la prima negli organi amministrativi e restituendo al secondo gli antichi privilegi che aveva perduto durante la conquista veneziana.

### La reazione veneziana e la morte
Dopo aver tentato inutilmente le vie diplomatiche, Venezia passò all'uso della forza. Allestì un esercito sotto la guida del condottiero Luchino Dal Verme e inviò una flotta al comando di Domenico Michiel. Sul piano politico, si assicurò la neutralità delle altre potenze, oviando all'eventualità di interferenze dall'esterno.
Le personalità maggiormente compromesse vennero condannate a morte, sentenza da eseguire dopo la loro cattura. Tra queste vi erano ovviamente il Gradenigo, il Fradello, Tito Gradenigo e Tito Venier.
Dopo aver imposto il blocco navale sull'isola, il 6 o il 7 maggio l'esercito sbarcò a Creta ed ebbe rapidamente ragione dei rivoltosi, inferiori di numero e male organizzati. Molti veneziani, restii a usare le armi contro la madrepatria, si arresero subito per poter aver salvi la vita e gli averi. Soltanto i Greci combatterono senza esitazioni.
Dapprima cadde Candia, quindi vennero occupati tutti gli altri centri minori. Solo dopo qualche mese, tuttavia, l'isola venne completamente ricondotta sotto il vessillo di San Marco e i guerriglieri più accaniti desistettero solo nel 1366.
Il ruolo assunto dal Gradenigo nel corso del conflitto ci è pressoché sconosciuto. Certamente fu insignificante dato che si lasciò catturare, senza tentare di difendersi o fuggire. Forse non si sentiva più parte di una rivolta che non lo aveva mai convinto del tutto, e di certo era pienamente conscio del destino che lo attendeva.
Venne giustiziato una settimana dopo l'arrivo delle truppe, in mezzo ai consiglieri Marco Fradello e Gabriele Abbado.
Quanto alla sua famiglia, essa venne allontanata da Creta. I suoi membri furono confinati a Venezia, altri in Istria, altri ancora in Dalmazia. Solo verso la fine del Trecento qualche esponente poté tornare sull'isola, sebbene in un contesto completamente differente e con istituzioni del tutto rinnovate.